# Mafana
Mafana là một chi bướm đêm thuộc họ Erebidae.